# 毛利就久
毛利 就久（もうり なりひさ、寛文12年（1672年） - 寛保3年9月13日（1743年10月29日））は、長州藩一門家老である厚狭毛利家の5代当主。
父は毛利雅信（まさのぶ）。弟は毛利匡雅（ただまさ）。養父は毛利元勝。正室は宍戸就附の娘。子は毛利元連、毛利広政室。幼名は虎槌、元服して藩主毛利吉就より偏諱を授かり就久を名乗る。通称は大蔵。

## 生涯
寛文12年（1672年）、右田毛利分家毛利雅信の次男として生まれる。天和2年（1682年）、父の叔母の嫁ぎ先である一門厚狭毛利元勝の養子となる。翌天和3年（1683年）、養父の隠居により家督を相続する。貞享4年（1687年）、藩より干潟200町歩を拝領し、そのうち12町7段歩を干拓した（中野開作）。正徳6年（1716年）、万役山事件により支藩徳山藩が改易となり、藩命で兵200人を率いて徳山に赴き、屋敷の接収にあたる。寛保3年（1743年）9月13日死去。享年72。家督は嫡男の元連が相続した。